# Erik Dahlberg
Erik Jönsson, Graf von Dahlberg (Stoccolma, 10 ottobre 1625 – 16 gennaio 1703), è stato un militare ed un ingegnere, famoso come costruttore di fortezze, soprannominato il Vauban di Svezia.
Dal 1693 conte dell'impero, feldmaresciallo e governatore generale di Brema e Verda e, dal 1696, della Livonia svedese.

## Biografia

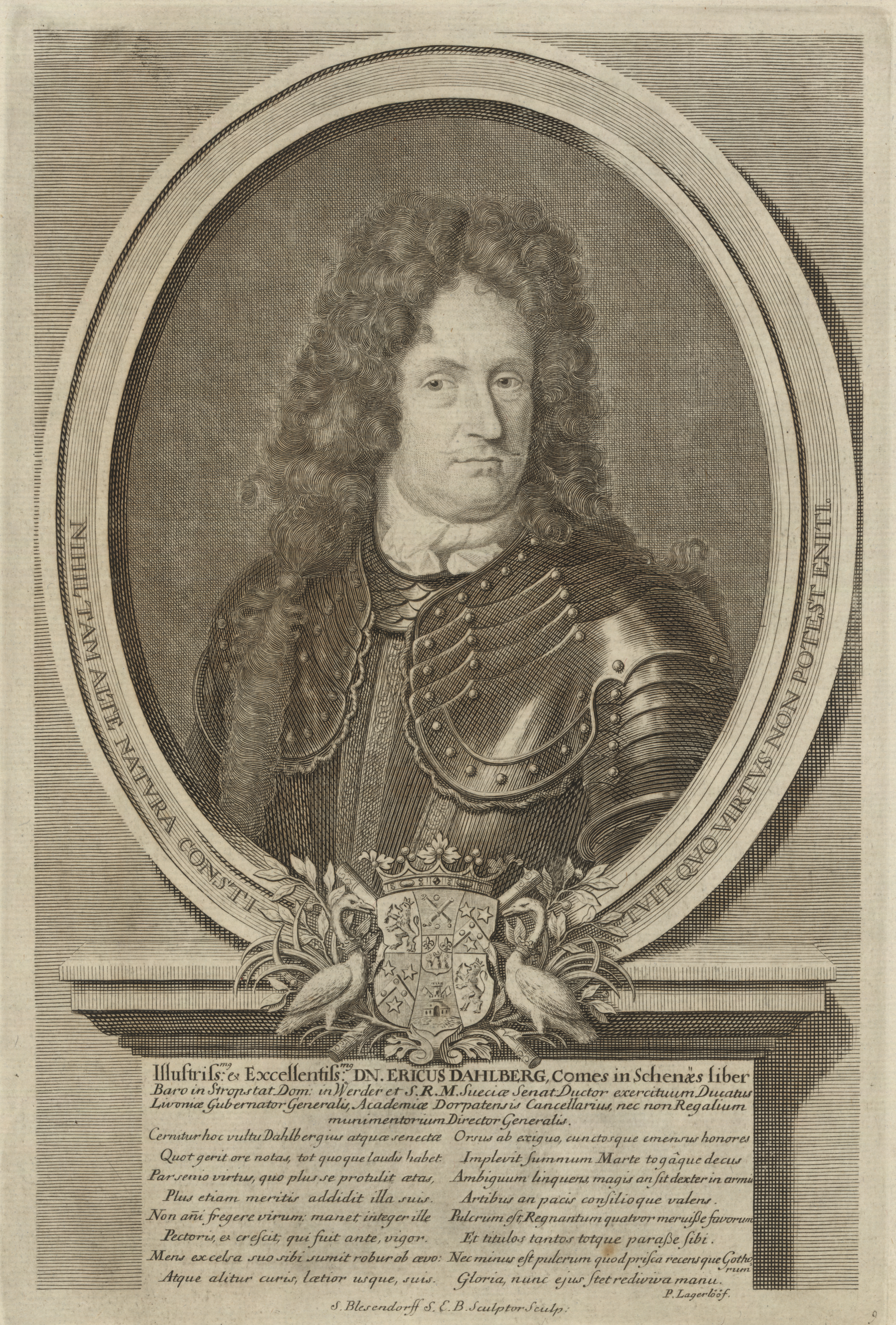
Erik Dahlbergh in Suecia Antiqua et Hodierna

Erik Dahlbergh era figlio di contadini di Stoccolma, in Svezia, ma venne in seguito elevato sino alla nobiltà per le sue abilità militari. Rimasto orfano di entrambi i genitori in tenera età, Dahlberg proseguì comunque i propri studi e nel 1641 trovò un impiego presso l'ufficio di Gert Rehnskiöld, capo contabile di Pomerania e Meclemburgo. Durante questi sei anni trascorsi da impiegato egli apprese i fondamenti del disegno e mise in pratica le proprie doti naturali nel campo, studiando nel contempo matematica, architettura, prospettiva e disegno mappale.

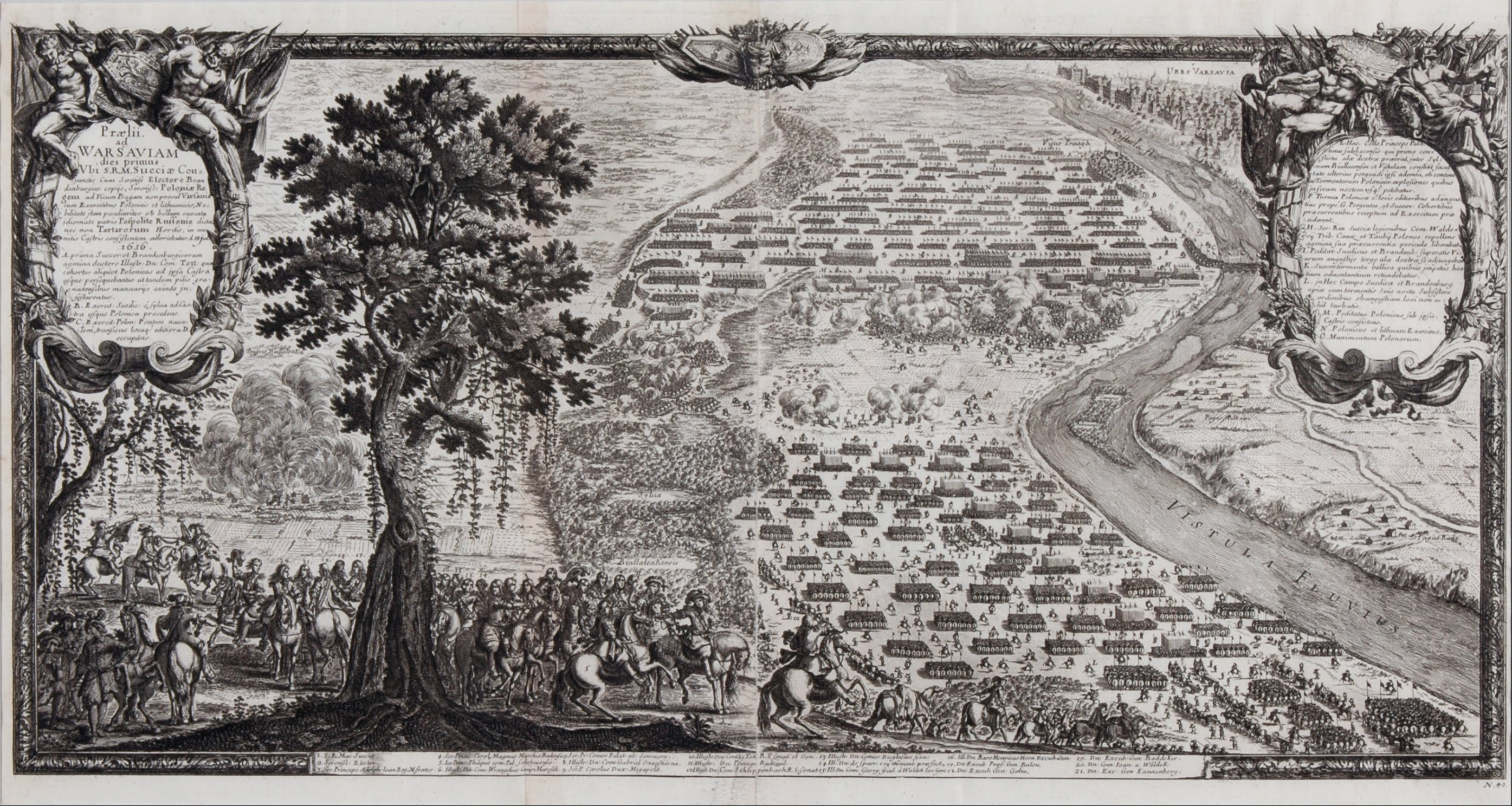
La battaglia di Varsavia in un disegno di Dahlbergh

Come ufficiale geniere prestò servizio negli ultimi anni della Guerra dei trent'anni. Nel 1650 venne inviato da parte del governo a Francoforte per reclamare la parte di indennità spettante alla Svezia a seguito della fine della guerra e della sottoscrizione del Trattato di Vestfalia. Dahlbergh venne contattato poi da Matthäus Merian per la cui opera realizzò delle mappe topografiche. Nel 1635 Matthäus Merian il Vecchio aveva infatti iniziato il suo Theatrum Europaeum, una serie di cronache contemporanee pubblicate poi solo nel 1732. Sia il Theatrum Europaeum che le stampe topografiche vennero continuate alla morte di Mattheus Merian nel 1650 dai suoi figli e figliastri.
Tentò con insuccesso di compiere dei pellegrinaggi in Palestina ed a Gerusalemme, sia via mare che via terra. Portatosi in Italia per studiare l'arte e l'architettura locale, venne raggiunto dalla notizia dello scoppio della guerra tra Svezia e Polonia-Lituania e riconobbe il potenziale d'iniziare una carriera militare e quindi viaggiò ininterrottamente per precipitarsi in patria il prima possibile, raggiungendo Stettino da Roma in soli 23 giorni.
Durante la sua carriera militare, Dahlbergh prestò servizio in Polonia dove probabilmente prese parte alla seconda battaglia di Varsavia e sopravvisse alla peste che quasi lo uccise. Come aiutante generale e capo geniere di Carlo X di Svezia, ebbe un ruolo rilevante nella famosa marcia sui Belt ghiacciati, nell'assedio di Copenaghen e in quello di Kronborg dove diresse il corpo dei genieri nella Grande guerra del Nord. Nonostante il suo servizio meritevole, Dahlbergh rimase sempre un oscuro tenente-colonnello per tanti anni. Il suo patriottismo si dimostrò superiore anche alle allettanti offerte rivoltegli da Carlo II d'Inghilterra.
I suoi talenti vennero ad ogni modo riconosciuti anche in patria e pertanto dal 1676 divenne direttore generale delle fortificazioni della corona svedese. In questo nuovo ruolo, Dahlbergh prestò un servizio lodevole nei successivi 25 anni di attacchi della Guerra di Scania. A Helsingborg nel 1677, fu la chiave operativa della Grande guerra del Nord a Dunamünde, e nel 1700 risultò fondamentale nella difesa dei due assedi di Riga. Le sue opere di riparazione della fortezza gli tributarono il titolo di "Vauban di Svezia", e fu inoltre il fondatore del vero e proprio corpo militare dei genieri di Svezia. Si ritirò col rango di feldmaresciallo nel 1702 per poi morire l'anno successivo.

## Suecia antiqua et hodierna
Il suo principale lavoro, Suecia antiqua et hodierna  (1693-1714 Stoccolma, dal 1772 come ristampa in commercio), in 3 volumi con 354 incisioni e 321 pannelli piegati in parte e 13 pagine registro è un raro e magnifico lavoro di vedute della Svezia con città, porti, insenature e notevoli edifici, ma anche siti Old Norse e monumenti svedesi e Finlandesi. Questo lavoro è considerato come un monumento agli ambiziosi progetti di costruzione ed agli obiettivi bellici della corona e della grande nobiltà. Nella rappresentazione di singoli edifici e giardini egli segue il modello francese ed olandese, mentre per le città segue il modello e le piante di Matteo Merian.